# Pedro Troglio
Pedro Troglio (Buenos Aires, 1965. július 28. –) argentin válogatott labdarúgó.
Az argentin válogatott tagjaként részt vett az 1990-es világbajnokságon.

## Statisztika
| Argentin válogatott | Argentin válogatott | Argentin válogatott |
| Időszak             | Mérk.               | gól                 |
| ------------------- | ------------------- | ------------------- |
| 1987                | 1                   | 0                   |
| 1988                | 3                   | 1                   |
| 1989                | 8                   | 0                   |
| 1990                | 9                   | 1                   |
| Összesen            | 21                  | 2                   |